# Kan’on-ji (Tokushima)

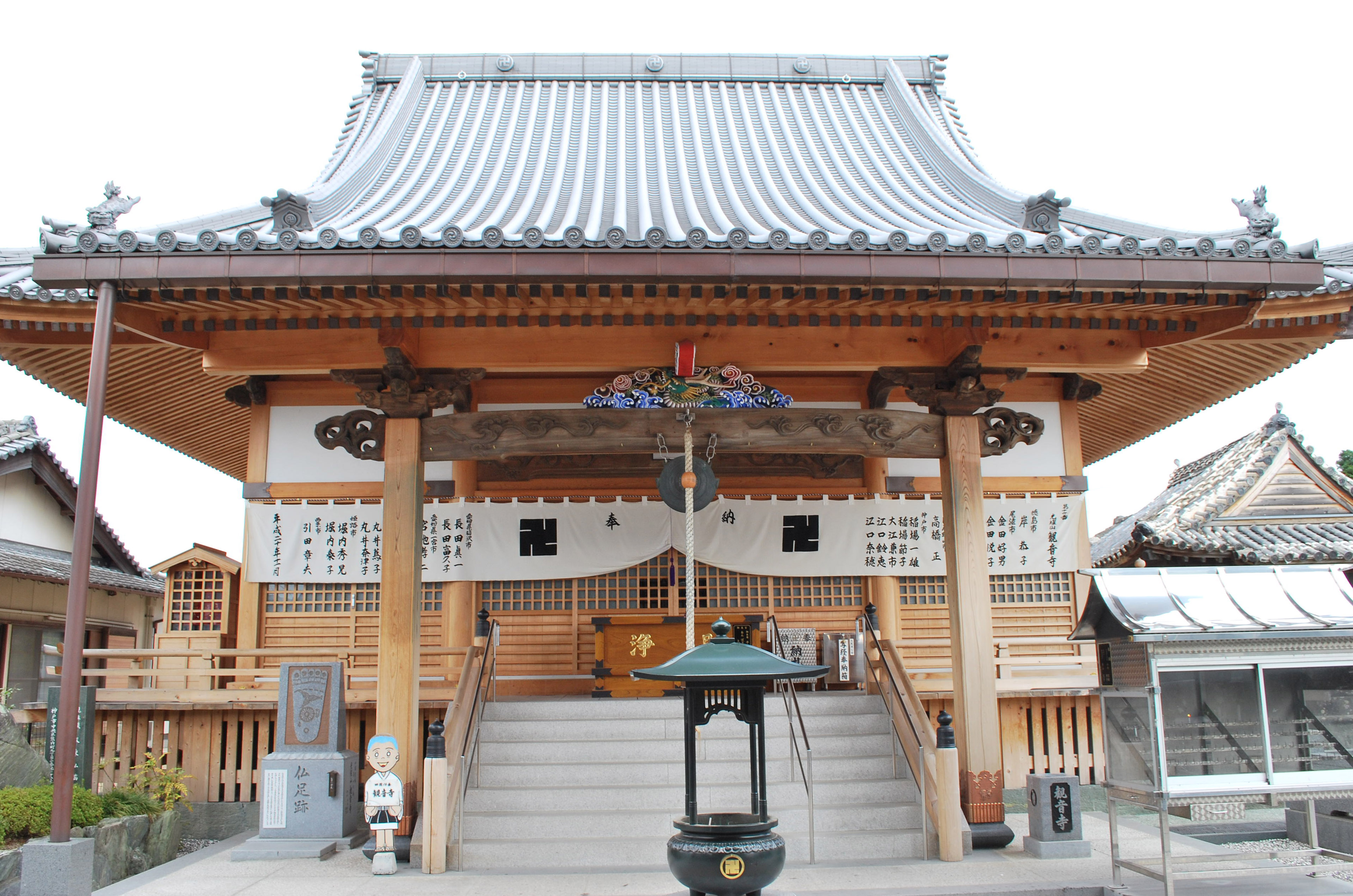
Haupthalle

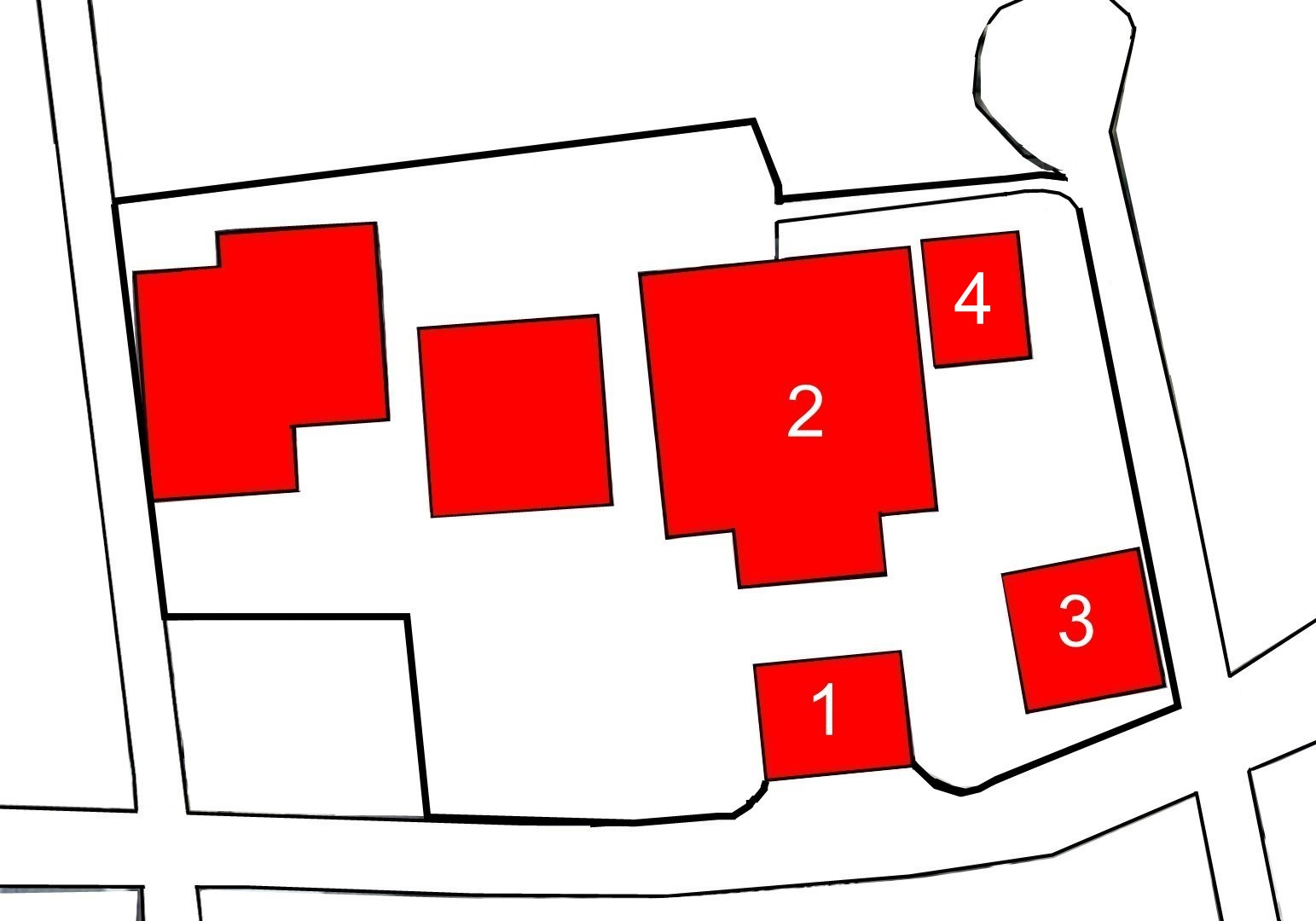
Plan des Tempels (s. Text)

Der Kan’on-ji (japanisch 観音寺) mit den Go Kōyōzan (光耀山) und Senjuin (千手院) in Tokushima ist ein kleiner Tempel, der zum Kōyasan-Zweig (高野山派) der Shingon-Richtung des Buddhismus gehört. In der traditionellen Zählung ist er der 16. Tempel des Shikoku-Pilgerwegs.

## Geschichte
Der Tempel soll von Priester Kūkai um das Jahr 816 errichtet worden sein, der für ihn eine Kannon-Figur und als Begleiter den heiligen Fudō Myōō (不動明王) und den Staatsbeschützer Bishamon (毘沙門天) aus Holz angefertigt haben soll. Während der kriegerischen Auseinandersetzungen in der Tenshō-Ära (1573–1592) wurde der Tempel zerstört.
1659 wurde der Tempel auf Wunsch der Fürsten von Awa, die Hachisuka an dem gegenwärtigen Ort wieder errichtet. – 1913 sollen der blinde Takamatsu Inosuke (高松伊之助) mit seinen Eltern hierher gepilgert sein, gebetet und sein Augenlicht wieder erlangt haben. Sein Stock wird im Tempel bis heute aufbewahrt.

## Anlage
Man betritt die Anlage durch das Tempeltor, das hier als Niō-Tor (仁王門; 1) ausgeführt wurde. Gleich voraus sieht man die Haupthalle (本堂, Hondō; 2), auf der rechten Seite die Halle, die dem Tempelgründer gewidmet ist, die Daishidō (大師堂; 3). – Direkt rechts neben der Haupthalle steht ein kleiner Schrein (4), der zum Hachiman Daijingū (八幡大神宮) von Awa und zu einem weiteren Schrein gehört.　

## Bilder

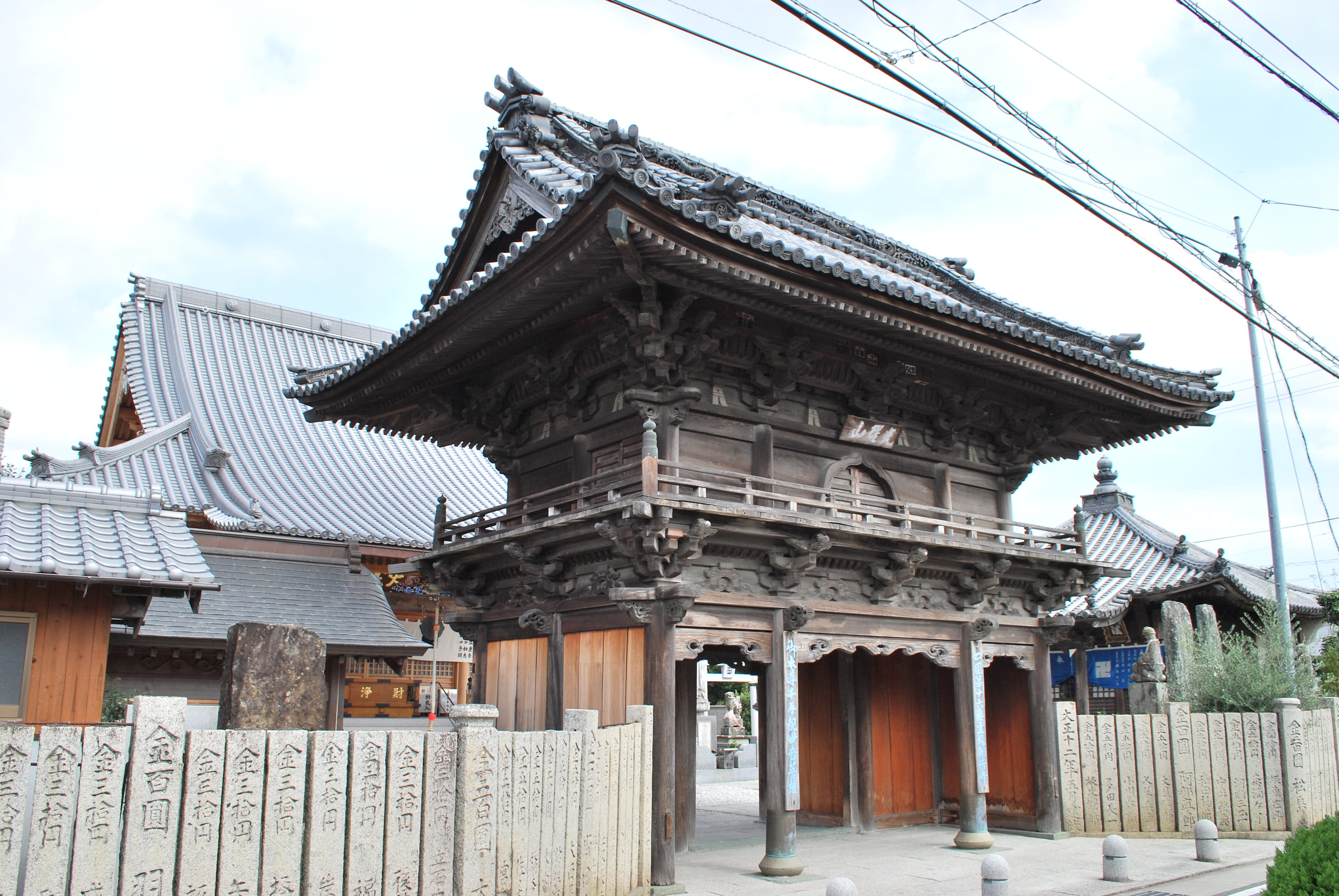
Tempeltor
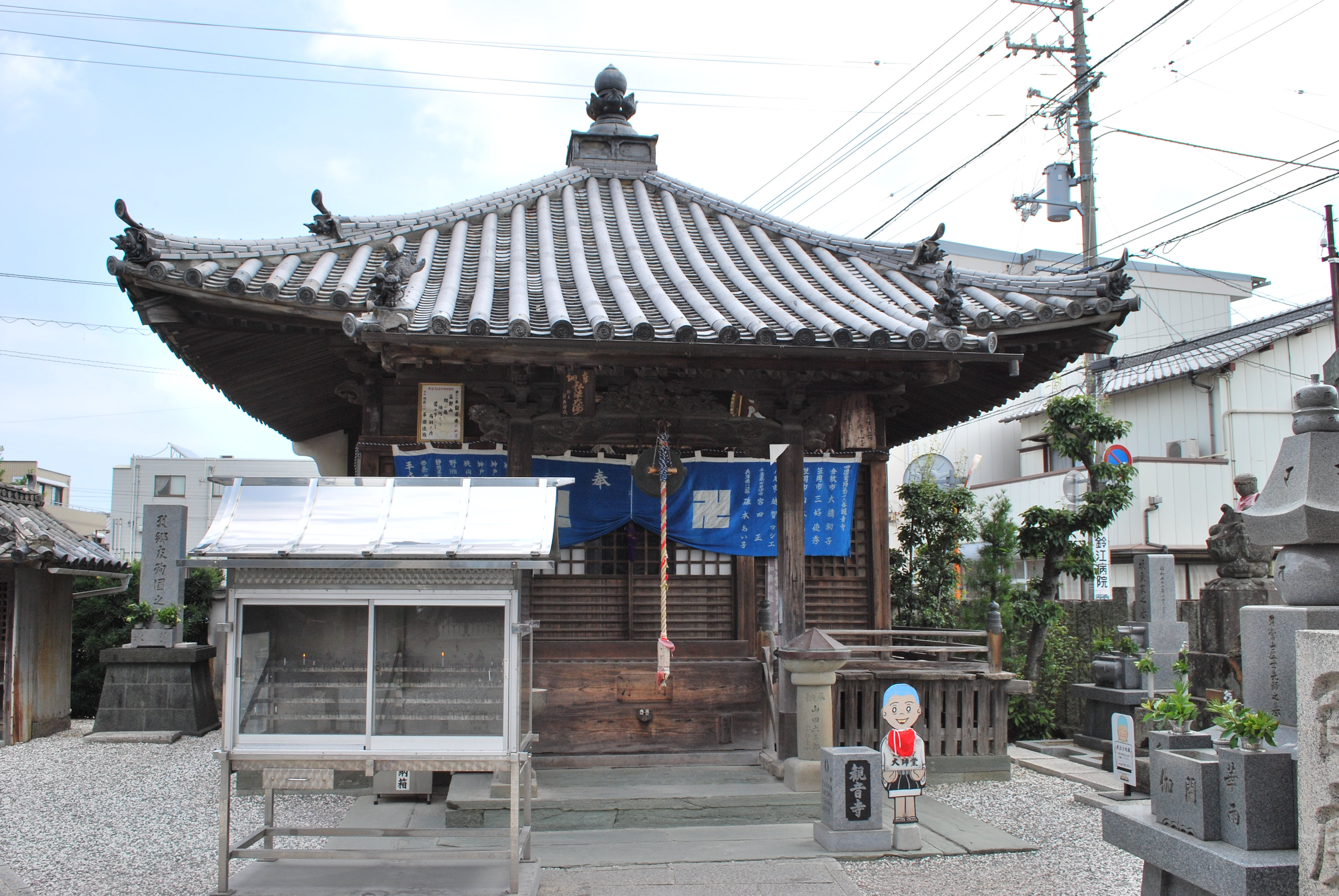
Daishidō
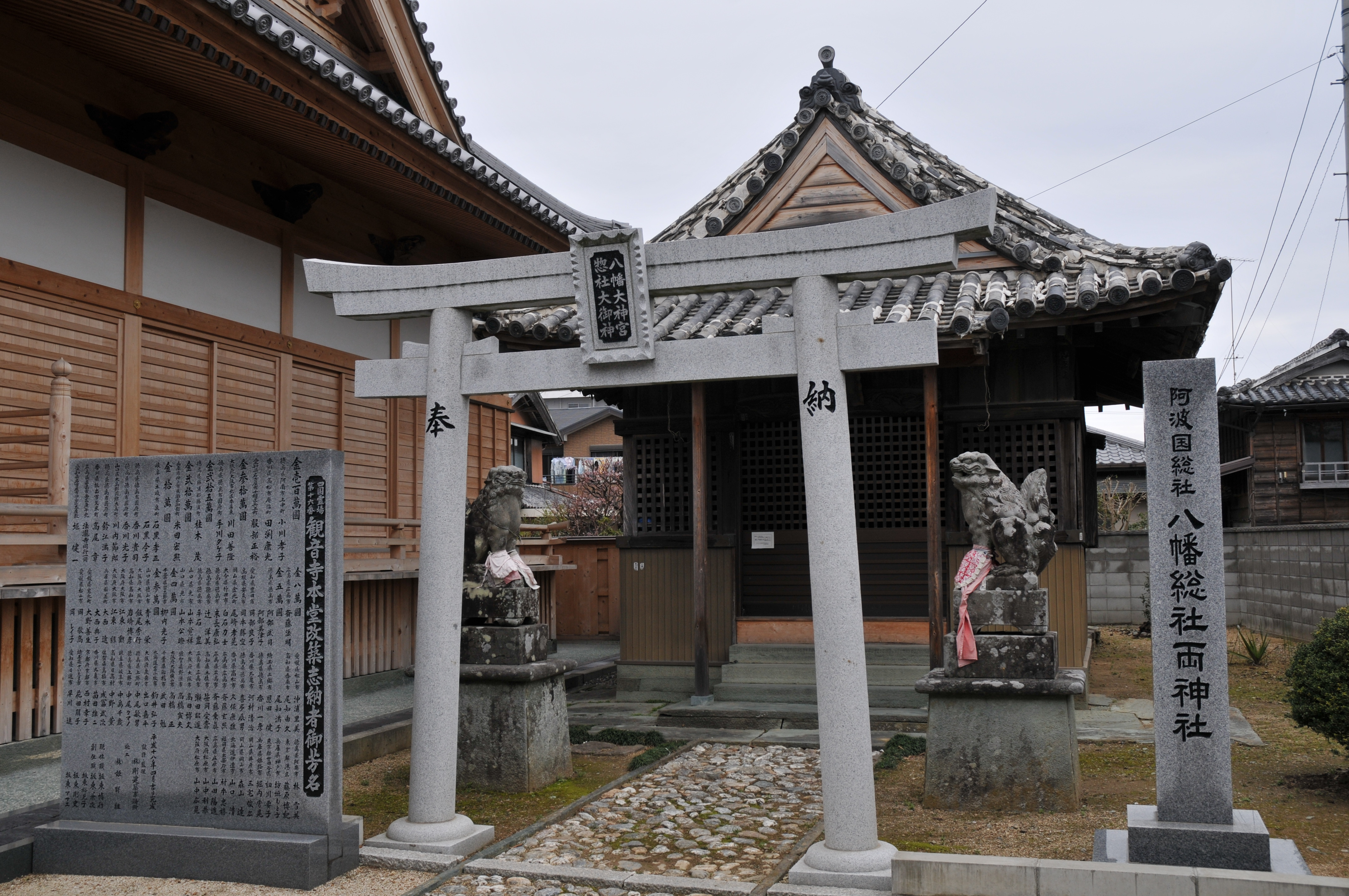
Schrein